# Σ-konečná míra
σ-konečná míra je v teorii míry označení takové míry, která je definována na σ-algebře {\displaystyle \Sigma } tvořené podmnožinami množiny {\displaystyle X}, přičemž platí, že {\displaystyle X} lze vyjádřit jako spočetné sjednocení množin o konečné míře.

## Formální definice
Nechť {\displaystyle (X,{\mathcal {A}})} je měřitelný prostor s mírou {\displaystyle \mu }. Pak se {\displaystyle \mu } nazývá σ-konečná, pokud splňuje jednu z následujících čtyř ekvivalentních podmínek:
1. Množinu {\displaystyle X} je možno pokrýt spočetnou množinou měřitelných množin o konečné míře. Tedy existují množiny {\displaystyle A_{1},A_{2},\ldots \in {\mathcal {A}}}, kde {\displaystyle \mu \left(A_{n}\right)<\infty } pro všechna {\displaystyle n\in \mathbb {N} } a přitom {\displaystyle \bigcup _{n\in \mathbb {N} }A_{n}=X}
2. Množinu {\displaystyle X} je možno pokrýt spočetnou množinou navzájem disjunktních množin o konečné míře. Tedy existují {\displaystyle B_{1},B_{2},\ldots \in {\mathcal {A}}}, kde {\displaystyle \mu \left(B_{n}\right)<\infty } a {\displaystyle n\in \mathbb {N} } a {\displaystyle B_{i}\cap B_{j}=\varnothing } pro {\displaystyle i\neq j}, které splňují {\displaystyle \bigcup _{n\in \mathbb {N} }B_{n}=X}.
3. Množinu {\displaystyle X} je možno pokrýt monotónní posloupností měřitelných množin o konečné míře. Tedy existují množiny {\displaystyle C_{1},C_{2},\ldots \in {\mathcal {A}}} s {\displaystyle C_{1}\subset C_{2}\subset \cdots } splňující {\displaystyle \mu \left(C_{n}\right)<\infty } pro všechna {\displaystyle n\in \mathbb {N} }, přičemž platí {\displaystyle \bigcup _{n\in \mathbb {N} }C_{n}=X}.
4. Existuje kladná měřitelná funkce {\displaystyle f}, jejíž integrál je konečný, tedy: {\displaystyle f(x)>0} pro všechna {\displaystyle x\in X} a {\displaystyle \int f(x)\mu (\mathrm {d} x)<\infty }